# Matthew Boulton (attore)
Matthew Boulton (Lincoln, 20 gennaio 1893 – Los Angeles, 10 febbraio 1962) è stato un attore britannico di cinema e teatro.

## Biografia
Attore caratterista, interpretò spesso ruoli di agenti di polizia e ufficiali militari. Dopo essersi affermato in teatro, iniziò a interpretare ruoli secondari in film, tra i quali Sabotaggio (1936) di Alfred Hitchcock.
Successivamente emigrò a Hollywood dove lavorò per il resto della sua carriera. I suoi film in America includono Sherlock Holmes e la donna in verde (1945) e La castellana bianca (1948).

## Filmografia parziale
- Sabotaggio (Sabotage), regia di Alfred Hitchcock (1936)
- Notturno tragico (Night Must Fall), regia di Richard Thorpe (1937)
- La lucciola (The Firefly), regia di Robert Z. Leonard (1937)
- La signora dei diamanti (Adventure in Diamonds), regia di George Fitzmaurice (1940)
- Avventura a Bombay (They Met in Bombay), regia di Clarence Brown (1941)
- Sherlock Holmes e la donna in verde (The Woman in Green), regia di Roy William Neill (1945)
- La castellana bianca (The Woman in White), regia di Peter Godfrey (1948)
- Il giardino segreto (The Secret Garden), regia di Fred M. Wilcox (1949)
- La gang (The Racket), regia di John Cromwell (1951)
- L'ultimo treno da Bombay (Last Train from Bombay), regia di Fred F. Sears (1952)